# Peakesia coeruleipes
Peakesia coeruleipes är en insektsart som beskrevs av Sjöstedt 1920. Peakesia coeruleipes ingår i släktet Peakesia och familjen gräshoppor. Inga underarter finns listade i Catalogue of Life.